# Xã Chrisp, Quận White, Arkansas
Xã Chrisp (tiếng Anh: Chrisp Township) là một xã thuộc quận White, tiểu bang Arkansas, Hoa Kỳ. Năm 2010, dân số của xã này là 1.107 người.